# Rue Michel-Tagrine
Pour les articles homonymes, voir Tagrine.
La rue Michel-Tagrine est une voie du 19e arrondissement de Paris, en France.

## Origine du nom
Elle porte le nom de l'élève du Conservatoire de musique de Paris et résistant français Michel Tagrine (1922-1944) qui a participé à plusieurs combats dans le 19e arrondissement comme au Pont de Flandre et au parc des Buttes-Chaumont et qui fut tué d'une balle dans la tête lors du dernier assaut de la caserne de la République.

## Historique
Cette voie publique, située sur la butte Bergeyre et provisoirement dénommée « voie F/19 », est classée dans la voirie de Paris par un arrêté du 11 février 1963 avant de prendre sa dénomination actuelle par un arrêté municipal du 23 août 1996.